# Piedras Albas (Lucillo)
Piedras Albas es una localidad del municipio de Lucillo, en la provincia de León, Comunidad Autónoma de Castilla y León (España).

## Evolución demográfica
| 2000 | 2001 | 2002 | 2003 | 2004 | 2005 | 2006 | 2007 | 2008 | 2009 | 2010 | 2011 |
| 8    | 8    | 8    | 8    | 8    | 7    | 7    | 7    | 5    | 7    | 6    | 8    |

- Datos: Q6075340